# Skłudy
Skłudy – wieś w Polsce położona w województwie mazowieckim, w powiecie pułtuskim, w gminie Obryte.
Prywatna wieś duchowna Skłody położona była w drugiej połowie XVI wieku w powiecie kamienieckim ziemi nurskiej województwa mazowieckiego. W latach 1975–1998 miejscowość administracyjnie należała do województwa ostrołęckiego.

## Historia
Pierwotnie folwark Skłudy, lub Skłody, wchodził w skład klucza pułtuskiego dóbr ziemskich biskupów płockich. Jak podaje Słownik geograficzny Królestwa Polskiego w 1846 r. folwark został połączony z sąsiadującym folwarkiem we wsi Obryte. Na terenie dawnego folwarku zachował się murowany dom rządcy (administratora) oraz staw, utworzony dzięki spiętrzeniu Zgorzej Strugi.